# Гундгайм
Гундгайм (нім. Gundheim) — громада в Німеччині, розташована в землі Рейнланд-Пфальц. Входить до складу району Альцай-Вормс. Складова частина об'єднання громад Воннегау.
Площа — 4,61 км2. Населення становить 929 ос. (станом на 31 грудня 2020).